# Austrália Branca
A política da Austrália Branca abrange várias políticas históricas que intencionalmente restringiam a imigração de pessoas "não-brancas" para a Austrália entre 1901 e 1973.
A concorrência nas minas de ouro, disputas trabalhistas e o nacionalismo australiano criou um ambiente de antagonismo racial durante a segunda metade do século XIX que levou à aprovação do Immigration Restriction Act (em português:  Lei de Restrição à Imigração), em 1901, um das primeiras leis do novo Parlamento nacional, depois da federação. A aprovação desta lei é considerado o início da política da Austrália Branca como política do governo australiano. As leis subsequentes reforçaram a política até o início da Segunda Guerra Mundial.
A política foi desmantelada em estágios pelos sucessivos governos após o término da Segunda Guerra Mundial, com o incentivo das primeiras imigrações não-britânicas e, posteriormente, à imigração não-branca. A partir de 1973, a política da Austrália Branca foi em todos os efeitos práticos extinta, e em 1975 o governo australiano aprovou a Lei de Discriminação Racial, o que tornou os critérios baseados em seleção racial ilegais.